# Mellow (映像作品)
『Mellow』（メロウ）は、中山美穂の4作目のイメージビデオ。1992年7月4日にキングレコードからリリースされた。

## 解説
- 同年6月に発売された同名アルバム『Mellow』より3曲を収録したイメージビデオ。
- 中山の親友である俳優の永瀬正敏が初めて音楽ビデオの監督を務め、ロサンゼルスで撮影された。
- 同年12月には、同名アルバムを中心としたコンサートのライブビデオ『LIVE IN "Mellow" MIHO NAKAYAMA CONCERT TOUR '92』が発売された。
- 2003年に発売された『Miho Nakayama Complete DVD BOX』に収納されている。

## 収録曲
1. Mellow
2. あるきなさい。
3. ゆっくりMy Love